# Perșe Travnea, Prîlukî
Perșe Travnea (în ucraineană Перше Травня) este un sat în așezarea urbană Mala Divîțea din raionul Prîlukî, regiunea Cernihiv, Ucraina.

## Demografie
Componența lingvistică a localității Perșe Travnea
     Ucraineană (98,85%)
     Rusă (1,15%)
Conform recensământului din 2001, majoritatea populației localității Perșe Travnea era vorbitoare de ucraineană (98,85%), existând în minoritate și vorbitori de rusă (1,15%).